# Cantó de Sézanne
El cantó de Sézanne és un cantó francès del departament del Marne, situat al districte d'Épernay. Té 23 municipis i el cap és Sézanne.

## Municipis
- Allemant
- Barbonne-Fayel
- Broussy-le-Petit
- Broyes
- Chichey
- Fontaine-Denis-Nuisy
- Gaye
- Lachy
- Linthelles
- Linthes
- Mœurs-Verdey
- Mondement-Montgivroux
- Oyes
- Péas
- Pleurs
- Queudes
- Reuves
- Saint-Loup
- Saint-Remy-sous-Broyes
- Saudoy
- Sézanne
- Villeneuve-Saint-Vistre-et-Villevotte
- Vindey

## Història
| Data d'elecció                           | Identitat            | Partit           | Qualitat |
| ---------------------------------------- | -------------------- | ---------------- | -------- |
| 1945-1949                                | Victor Cleuet        | SFIO             |          |
| 1949-1955                                | M. Doucet            | Divers droite    |          |
| 1955-1967                                | M. Claude des Portes | radical          |          |
| 1967-1985                                | Pierre Caurier       | UDR, després RPR |          |
| 1985-                                    | René-Paul Savary     | RPR després UMP  |          |
| les dades anteriors no són pas conegudes |                      |                  |          |
|                                          |                      |                  |          |

## Demografia
| A partir de 1990: Població sense dobles comptes |